# Nedde
Nedde, auf Okzitanisch „Neda“, ist eine französische Gemeinde. Sie gehört zur Region Nouvelle-Aquitaine, zum Département Haute-Vienne, zum Arrondissement Limoges und zum Kanton Eymoutiers.

## Geographie
Die Gemeinde liegt am Fluss Vienne, im Südwesten verläuft der Nebenfluss Ribière, an der östlichen Gemeindegrenze mündet das Flüsschen Feuillade von rechts. 
Nedde grenzt im Nordwesten an Saint-Amand-le-Petit, im Norden an Beaumont-du-Lac, im Osten an La Villedieu und Faux-la-Montagne, im Süden an Rempnat und L’Église-aux-Bois und im Westen an Eymoutiers. Die vormalige Route nationale 692 führen über Nedde. Nedde liegt im Regionalen Naturpark Millevaches en Limousin.

## Bevölkerungsentwicklung
| Jahr      | 1962 | 1968 | 1975 | 1982 | 1990 | 1999 | 2008 | 2018 |
| --------- | ---- | ---- | ---- | ---- | ---- | ---- | ---- | ---- |
| Einwohner | 953  | 811  | 703  | 665  | 584  | 559  | 531  | 458  |

## Sehenswürdigkeiten
- Schloss von Nedde, Monument historique
- Kirche Saint-Martin, ebenfalls Monument historique

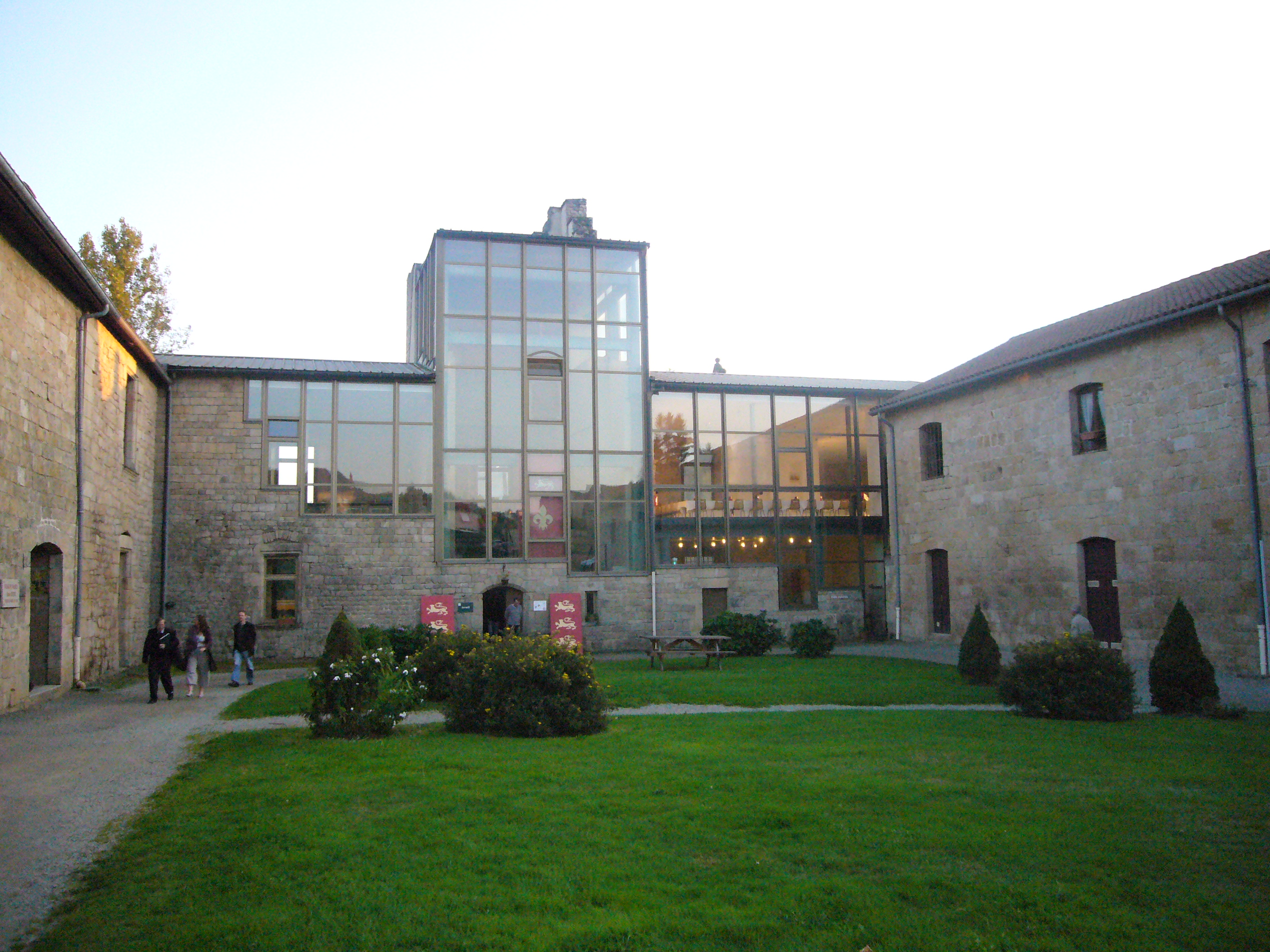
Schloss von Nedde
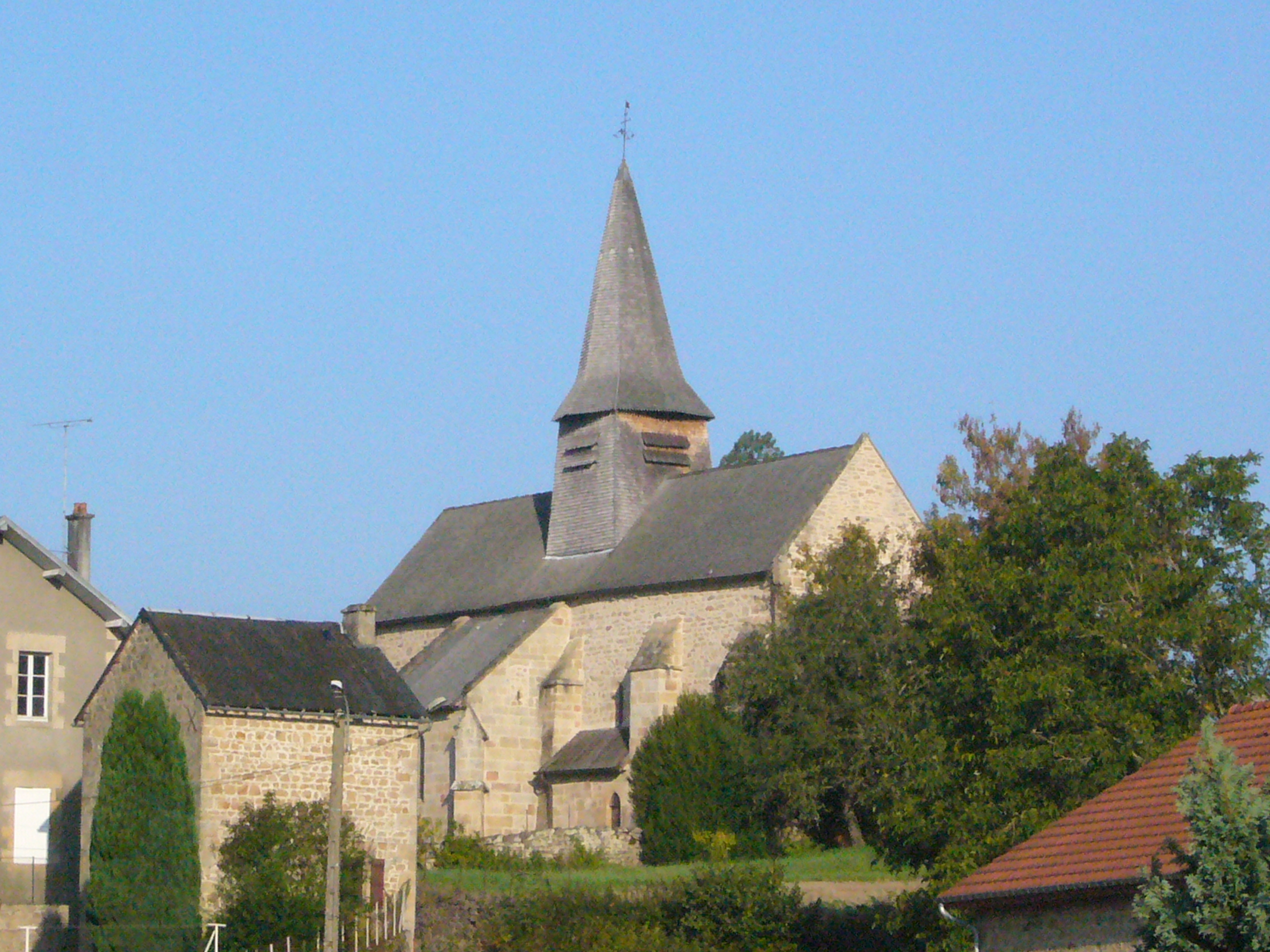
Kirche Saint-Martin